# Aureliano Pereira
Aureliano José Pereira de la Riva (Lugo, 1855-Madrid, 1906) fue un escritor, poeta, político y periodista español.

## Biografía
Nacido en Lugo el 22 de enero de 1855, fue director de El Regional de Lugo (1888) y redactor en Madrid de El Nacional, Nuevo Mundo y otros periódicos. Colaboró también en La Ilustración Republicana Federal (1872), El Bazar (1874), La Familia (1875), Barcelona Cómica (1895), La Ilustración Española y Americana o El País. Vinculado al regionalismo gallego y de ideología republicana federal, falleció en Madrid el 31 de octubre de 1906.